# Julia Dougherty
Julia Dougherty (nascida Bergmann; 20 de agosto de 1893 – 4 de dezembro de 2003) foi uma supercentenária peruana-americana que no momento da sua morte era a residente viva mais velha de Massachusetts. Ela é a pessoa verificada mais velha nascida no Peru.

## Biografia
Julia nasceu em 20 de agosto de 1893 em Lima, Peru. Ela casou com Gustaf Ekstrom no início da década de 1920. Ela mais tarde se casou com Harrison Dougherty. Quando a ela tinha seis anos de idade, ela navegou com sua família para os Estados Unidos e se instalou na Cidade de Nova Iorque, onde foi educada. Ela se instalou em Mount Clair, Nova Jersey, onde criou sua família. Depois que seu segundo marido se aposentou em 1950, ela se mudou para West Dennis, Massachusetts. Ela era uma comunicadora da Igreja St. Pius X em South Yarmouth e membro do Dennis-Yarmouth Women's Club, Barnstable Comedy Club e do Garden Club em West Dennis. Ela gostava de cantar e agir, realizada em operetas e peças desde uma idade jovem, estava ativa com vários grupos de corais e era membro da Operetta Mount Clair. Ela gostava de jardinar e nadar na West Dennis Beach. Sua maior alegria foi o tempo gasto com a família.
A Sra Dougherty faleceu em Hyannis, Massachusetts, em 4 de dezembro de 2003 aos 110 anos e 106 dias. No momento da sua morte, ela era a pessoa viva mais velha de Massachusetts.